# Sztuki muzyczne
Sztuki muzyczne – dziedzina sztuki obejmująca działalność twórczą i wykonawczą w zakresie muzyki. Termin ten jest stosowany przede wszystkim w kontekście akademickim i odnosi się do działalności artystycznej oraz naukowej w obszarze muzyki.

## Zakres sztuk muzycznych
Sztuki muzyczne obejmują szeroki zakres działań artystycznych, takich jak:
- Dyrygentura – prowadzenie zespołów wokalnych, instrumentalnych i orkiestr symfonicznych, interpretacja dzieł muzycznych oraz kształtowanie brzmienia zespołu.
- Instrumentalistyka – profesjonalna gra na instrumentach muzycznych, obejmująca zarówno muzykę solową, jak i kameralną oraz orkiestrową.
- Kompozycja i teoria muzyki – tworzenie nowych utworów muzycznych oraz analiza dzieł muzycznych pod kątem struktury, harmonii, kontrapunktu i formy.
- Reżyseria dźwięku – sztuka kreowania brzmienia nagrań i realizacji dźwięku na żywo, w studiach nagraniowych, podczas koncertów oraz w produkcjach audiowizualnych.
- Rytmika i taniec – nauczanie oraz interpretacja muzyki poprzez ruch, wykorzystanie ekspresji ciała w kształtowaniu frazy muzycznej i rytmiki utworów.
- Wokalistyka – rozwój techniki śpiewu solowego i zespołowego w różnych stylach muzycznych, od muzyki klasycznej po rozrywkową i musicalową.

## Podział sztuk muzycznych
Sztuki muzyczne można podzielić według różnych kryteriów, m.in.:
- Ze względu na formę wykonawczą:
  - Muzyka instrumentalna,
  - Muzyka wokalna,
  - Muzyka wokalno-instrumentalna.

- Ze względu na gatunek muzyki:
  - Muzyka klasyczna,
  - Muzyka ludowa,
  - Muzyka jazzowa,
  - Muzyka rozrywkowa,
  - Muzyka filmowa,
  - Muzyka elektroniczna.